# 市川門之助 (初代)

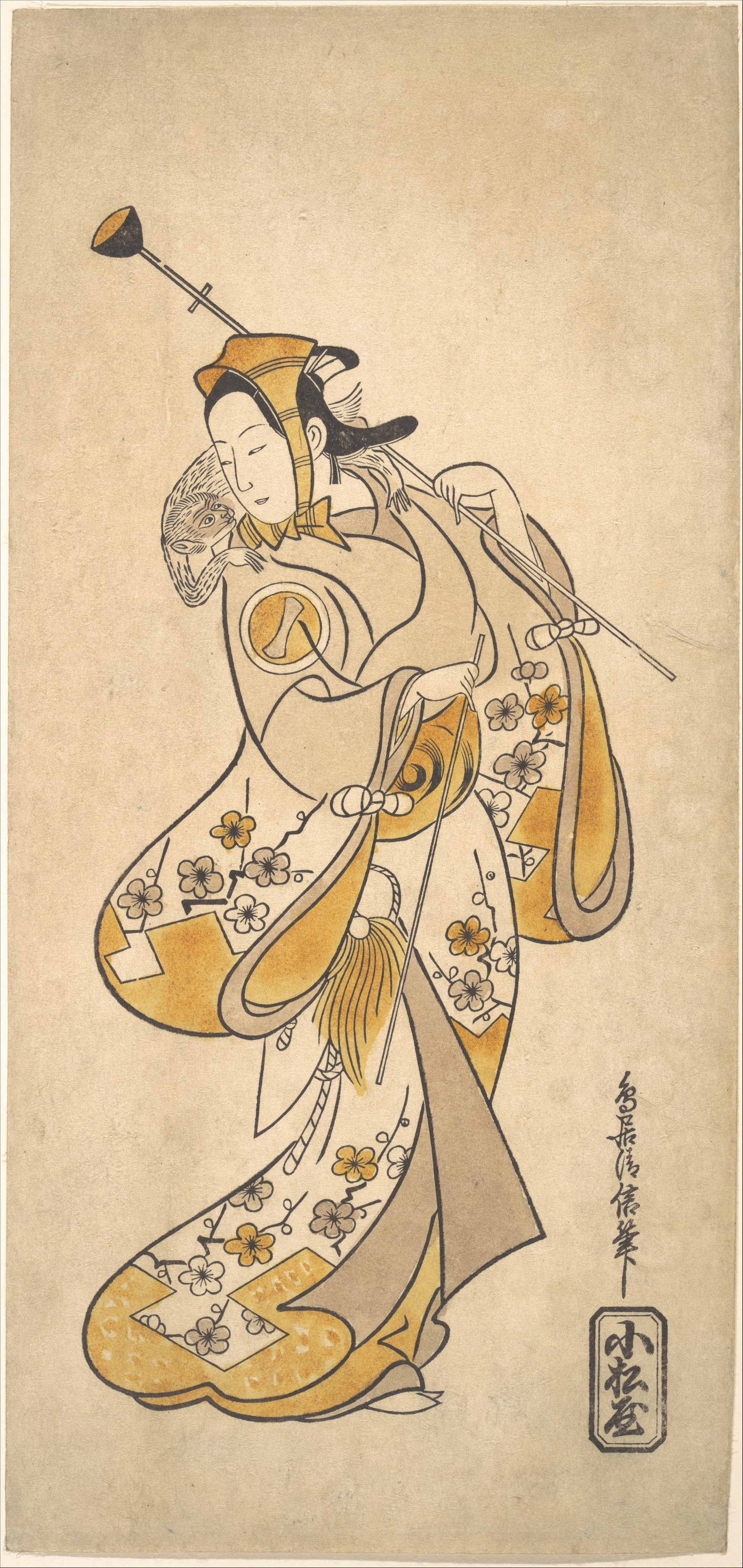
初代市川門之助の猿回し。鳥居清信画。

初代 市川門之助（しょだい いちかわ もんのすけ、元禄4年〈1691年〉 - 享保14年1月25日〈1729年2月22日〉）とは、江戸時代中期の歌舞伎役者。俳名新車、定紋は丸に一の字。

## 来歴
二代目市川團十郎の門人。はじめ市川長之助、のちに市川辨次郎、さらに市川門之助と名乗る。容貌口跡に恵まれ、若衆役で人気を集め若衆方の開山、名人と評される。時代物、世話物ともによくし、丹前六法の演技や濡れ場、武道、音曲などを得意とした。享年39。二代目市川門之助を養子としている。墓所は雑司ヶ谷霊園。